# Clidemia graciliflora
Clidemia graciliflora är en tvåhjärtbladig växtart som beskrevs av Huber. Clidemia graciliflora ingår i släktet Clidemia och familjen Melastomataceae. Inga underarter finns listade i Catalogue of Life.